# کرتکوو
کرتکوو (به لهستانی:  Kretków) یک روستا در لهستان است که در گمینا ژرکوو واقع شده‌است.
 کرتکوو  ۱۷۰ نفر جمعیت دارد.